# Anton Jadasch
Anton Jadasch (* 25. Mai 1888 in Krappitz, Kreis Oppeln, Provinz Schlesien; † 17. Mai 1964 in Ost-Berlin) war ein kommunistischer Politiker und Gewerkschafter.

## Leben
Der gelernte Zimmermann und Angehörige einer Freireligiösen Gemeinde trat mit 14 der Gewerkschaft Hirsch-Dunckersche Gewerkschaft bei. Bereits 1904 wurde er Mitglied des Deutschen Metallarbeiter-Verbandes. Nach dem Abschluss seiner Lehre arbeitete er von 1906 bis 1915 als Hüttenarbeiter in Lipine (Kreis Beuthen). Nach der Organisierung eines Streiks 1915 inhaftiert und zum Militärdienst eingezogen, wurde Jadasch 1917 verwundet und arbeitete anschließend als Bergarbeiter. Seit 1906 Mitglied der SPD, gehörte Jadasch zu den Gegnern der Burgfriedenspolitik der SPD während des Ersten Weltkrieges; während der Novemberrevolution in den Arbeiterrat von Beuthen gewählt, zählte Jadasch zu den Gründern des Spartakusbundes und wenig später der KPD in Oberschlesien. Als Sekretär der oberschlesischen KPD nahm Jadasch führend an der Vereinigung mit der aus dem linken Flügel der PPS hervorgegangenen Kommunistische Partei Oberschlesiens und der dortigen USPD zur Kommunistischen Partei Oberschlesiens teil und leitete auch die vereinigte Organisation, welche sich wenig später der KPD als Bezirksorganisation für Oberschlesien abgliederte.
1921 wurde Jadasch in den Zentralausschuss der KPD gewählt und übernahm die Leitung der KPD-nahen Gewerkschaft Union der Hand- und Kopfarbeiter, wofür er nach Oberhausen übersiedelte. Von Mai 1924 bis 1933 Reichstagsabgeordneter und zusätzlich bis 1928 Stadtverordneter in Gleiwitz, übernahm er zeitweise wieder die Leitung des Parteibezirks Oberschlesien, überführte 1925 gemeinsam mit Gustav Sobottka die Union der Hand- und Kopfarbeiter in den ADGB und war in den Folgejahren für die Arbeit der KPD unter Erwerbslosen und Landarbeitern zuständig und gab ab 1928 die polnischsprachige KPD-Zeitung Głos Pracy heraus. Ab 1929 zur Leitung der RGO gehörend, wurde er 1932 unter dem Vorwurf des Hochverrates zu 15 Monaten Festungshaft verurteilt, wurde auf Grund seiner Immunität als Abgeordneter aber nicht inhaftiert.
Nach der Machtübernahme der NSDAP wurde Jadasch am 25. Februar 1933 im Freistaat Danzig verhaftet und wenig später den deutschen Behörden übergeben, er musste seine Haftstrafe verbüßen und war dreimal kurzzeitig in Konzentrationslagern inhaftiert, später arbeitete er als Bergmann und in einem Sägewerk.
Nach der Befreiung vom Nationalsozialismus 1945 war Jadasch wieder in der KPD tätig und bis Oktober 1945 Bürgermeister von Berlin-Wittenau. Von 1946 bis 1949 war er im Auftrag der SED Generalsekretär der Vereinigung der gegenseitigen Bauernhilfe in Brandenburg und Abgeordneter des Brandenburgischen Landtages. Später spielte er in der Politik der DDR keine bedeutende Rolle mehr. 1954 und 1958 kandidierte er für die SEW bei den Wahlen zum Abgeordnetenhaus von Berlin, die aber bei beiden Wahlen keinen Sitz erringen konnte.
Er war mit Anna Jadasch, geb. Ballon (* 2. Juli 1905 Ellguth-Zabrze, Kreis Tost-Gleiwitz; † 20. November 1972 Ost-Berlin), 1947 Mitbegründerin des Demokratischen Frauenbunds Deutschlands verheiratet.

## Auszeichnungen und Ehrungen
- Jadasch war Ehrenvorstandsmitglied der FDGB-Gewerkschaft Land- und Forstwirtschaft
- 1954 Vaterländischer Verdienstorden in Silber
- 1958 Orden Banner der Arbeit